# Beloï More (localité)
Beloï More (en russe : Белое Море) est un village du raïon de Kandalakcha de l'oblast de Mourmansk, en Russie arctique. Il fait partie de l'établissement urbain de Kandalakcha, et sa population s'élevait à 660 habitants au recensement de 2010.

## Géographie
Le village de Beloï More se situe dans l'oblast de Mourmansk, un oblast de la Laponie, en Russie arctique, et il fait partie du district fédéral du Nord-Ouest. Le village fait partie du raïon de Kandalakcha, le raïon de l'oblast, avec Kandalakcha comme centre administratif. Il fait partie de l'établissement urbain de Kandalakcha, une municipalité du raïon.  
Beloï More, comme tout l'oblast de Mourmansk, est située dans le fuseau horaire MSK (heure de Moscou). Le décalage horaire appliqué par rapport au temps universel coordonné est +03:00.

## Démographie
Recensements (*) et estimations de la population,:
| 2002 * | 2010* | - | - |
| ------ | ----- | - | - |
| 767    | 660   | - | - |

Concernant les ethnies, en 2002, sur les 767 habitants, il y avait 93 % de Russes.